# غريغوري بنفورد
غريغوري بنفورد (بالإنجليزية: Gregory Benford)‏ كاتب خيال علمي أمريكي وعالم فيزياء فلكية في كلية قسم الفيزياء والفلك في جامعة كاليفورنيا في إرفاين، من مواليد 1941، موبيل، ألاباما. في مجال الخيال العلمي، يعد بنفورد واحداً من أفضل الكتاب عن سلسلة رواياته مركز مجرة ساجا، والتي تبدأ من محيط ليلة عام 1977. وتفترض هذه السلسلة وجود مجرة تستشف أن الحياة العضوية ستكون في حرب مستمرة مع الحياة الكهروميكانيكية. يعمل بنفورد أيضاً محرراً لمجلة ذا ريزون.

## وصلات خارجية
- غريغوري بنفورد على موقع IMDb (الإنجليزية)
- غريغوري بنفورد على موقع ميوزك برينز (الإنجليزية)
- غريغوري بنفورد على موقع إن إن دي بي (الإنجليزية)
- غريغوري بنفورد على موقع ديسكوغز (الإنجليزية)

غريغوري بنفورد  على قاعدة بيانات الخيال التأملي على الإنترنت
- الموقع الرسمي